# 萨瑟克座堂
南華克座堂（Southwark Cathedral）是英国國教南華克教區的主教座堂，位于伦敦南華克区泰晤士河南岸，靠近伦敦桥。
南華克座堂已有千年以上的歷史，但是直到1905年南華克教區成立時才升為主教座堂。 1212年大火令教堂損毀，後被重建。1877年之前該堂屬於溫車士打教區，此後倫敦南部各堂區改屬羅切斯特教區 。目前的建築大體為哥特式，建於1220年到1420年，通廊系19世紀重建，13世紀風格。
薩瑟克座堂南面緊鄰博羅市場（Borough Market）。

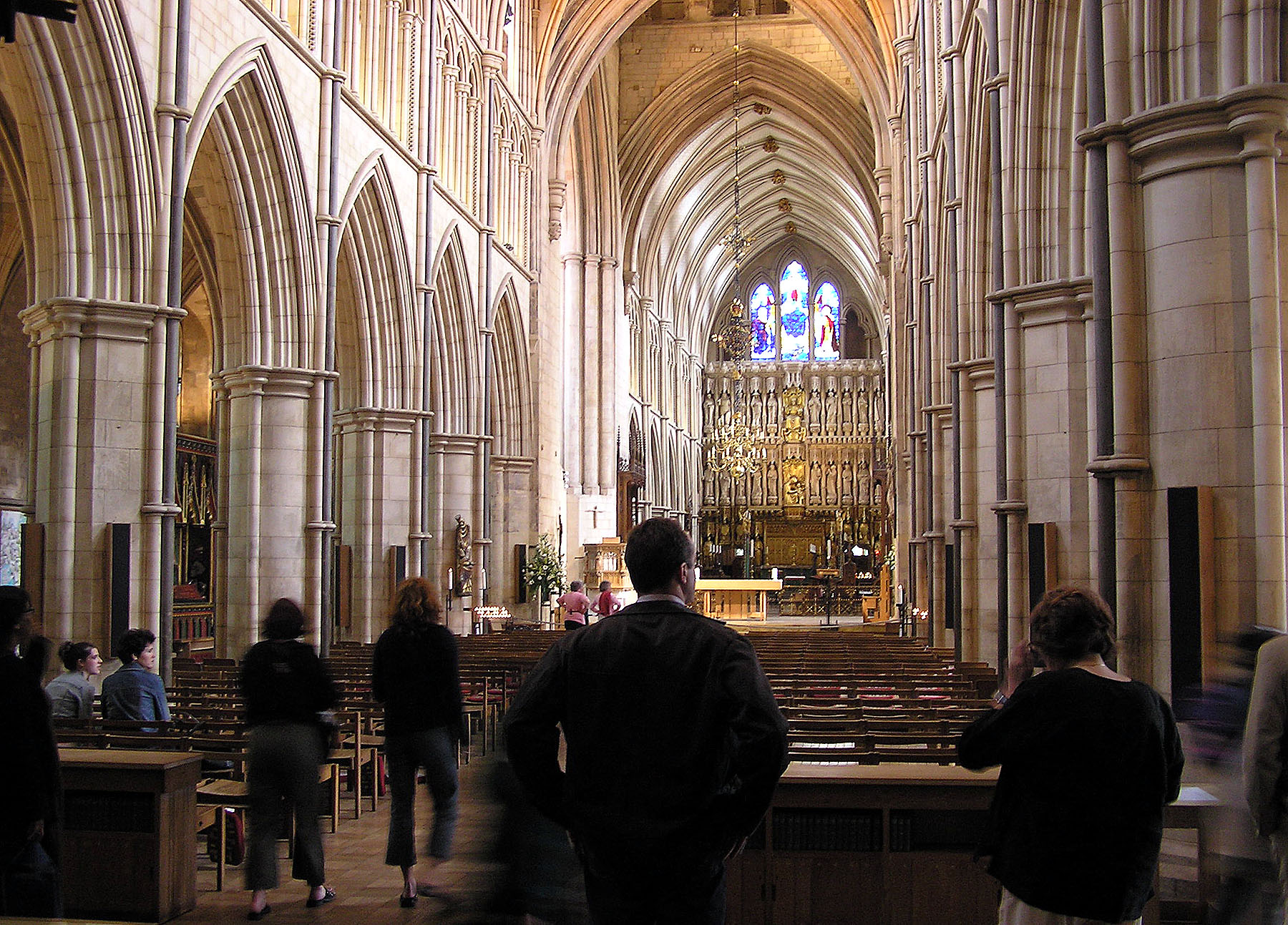
内部